# 張玉堂 (清朝)

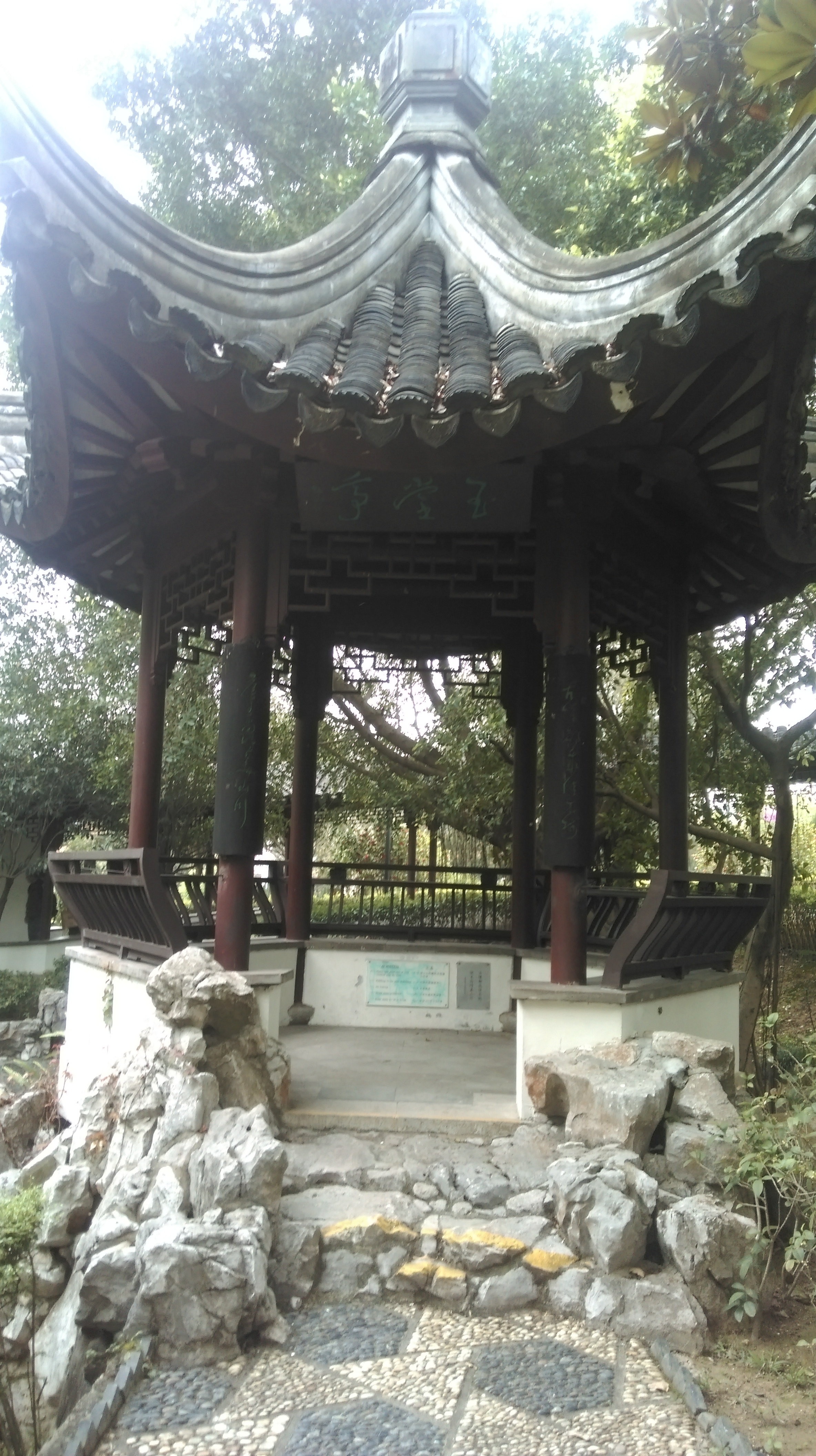
九龍寨城公園的玉堂亭

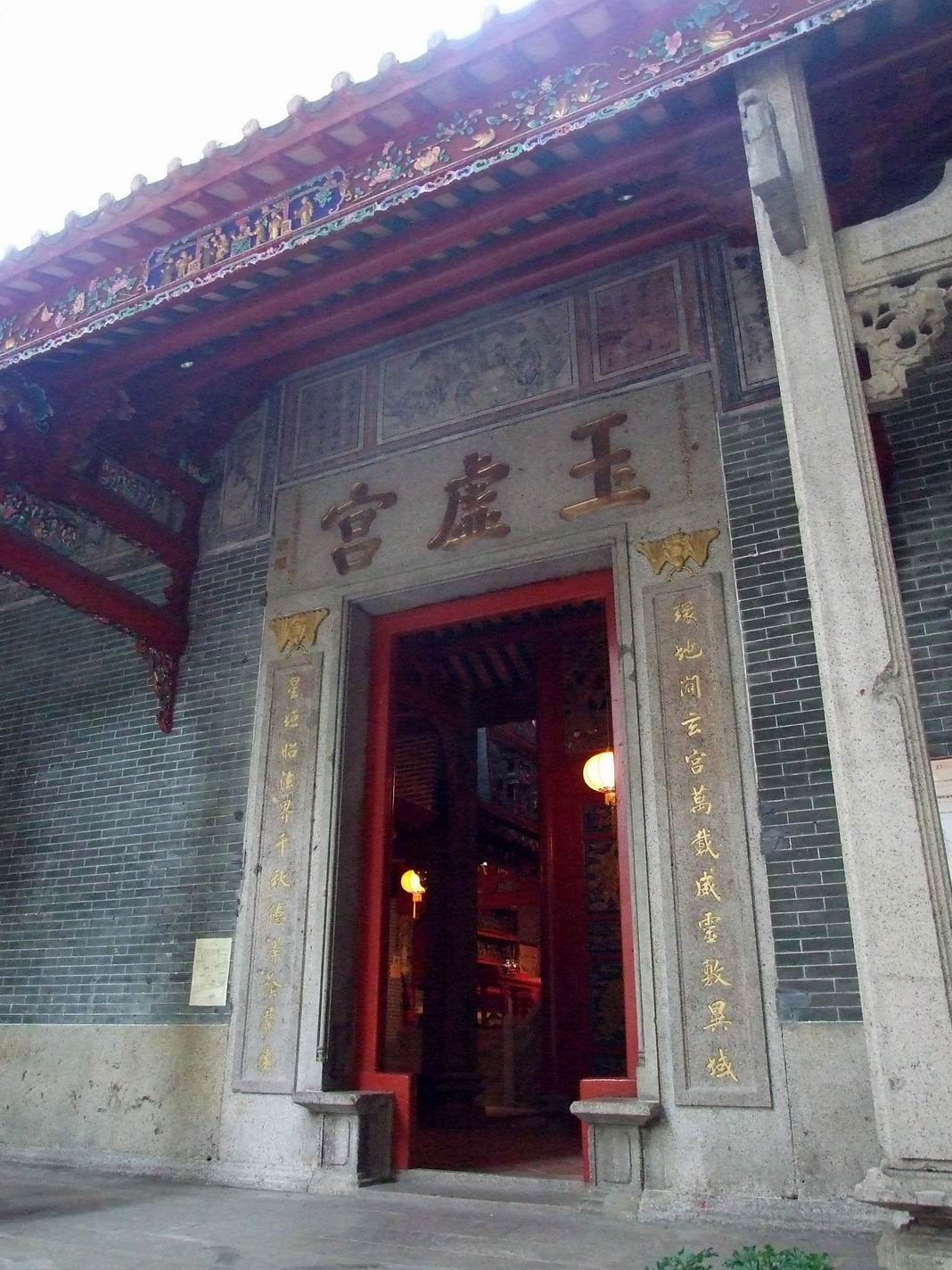
灣仔北帝廟門額「玉虛宮」三字出自張玉堂手筆

張玉堂（1794年—1870年），字翰生，男，廣東歸善（今惠州一帶）人，清朝軍官、書法家。歷任香山協右營都司、新會右營守備、虎門協前營都司及前山營水師都司等職。1851年，護理香山協副將。1854年，升任大鵬協副將，鎮守九龍寨城。同年8月19日，惠州天地會羅亞添率眾攻佔九龍城寨。張玉堂只能聘請英屬香港的僱傭兵協助，最終在9月正式收復九龍寨城。
第二次鴉片戰爭爆發後，廣東新安縣鄉勇以九龍為據點，四處襲擊駐港英軍。香港總督寶寧要求張玉堂交出義軍，被張玉堂拒絕。1857年4月21日，寶寧派出二百名英軍進攻九龍城寨，抓捕張玉堂，把他帶到香港問話，其後獲港府釋放。張玉堂戰敗失陷敵手，清政府卻沒有把他免職。張玉堂仍然留任大鵬協副將，直至1866年。
《廣州府志》有關咸豐四年閏七月初四（1854年8月27日）日由大鵬協副將張玉堂、都司譚蛟率兵收復被羅亞添攻佔的九龍城寨，這位駐九龍寨城的副將張玉堂，在九龍城寨內曾建一敬惜字紙亭，並寫有＂鵞字石＂和其他字跡。這些史跡現在已不存在，但有一物仍保存於附近的侯王廟內，那是一塊匾額，但已經殘缺不堪，上刻「備荷帡幪」四個大字。
文字大意是說，張玉堂在道光二十年（1840），曾奉林則徐之命，以前山寨參將的軍職駐守官涌炮台參加鴉片戰爭戰役。到咸豐四年（1854）奉命收復九龍城寨，直到立匾的時候，轉瞬之間已十三年了，每次地方有事，都蒙侯王神恩庇佑，因此送匾酬謝神恩。這塊匾所記的年分是同治五年，即1866年。
關於張玉堂的事跡，饒宗頤在《九龍與宋季史料》（92頁）內，有〈附記清末大鵬協副將張玉堂事蹟〉，可供參考：
張玉堂精於書法，尤善拳書，現時九龍寨城公園仍然保留他的拳書。